# Mohamed Abo Treka
Mohamed Abo Treka (auch Mohamed Aboutreika, arabisch محمد أبو تريكة, DMG Muḥammad Abū Tarīka; * 7. November 1978 in Gizeh) ist ein ehemaliger ägyptischer Fußballspieler. Er war der offensive Mittelfeldregisseur sowohl in der ägyptischen Fußballnationalmannschaft wie auch in seiner Vereinsmannschaft al Ahly Kairo. Zuletzt hatte ihn al Ahly Kairo für sechs Monate an den emiratischen Verein Baniyas SC ausgeliehen.

## Leben
Der ägyptische Topscorer der Saison 2005/06 (18 Tore in 26 Spielen) wurde erst mit 26 Jahren beim ägyptischen Aufsteiger Tersana SC entdeckt, wo er bereits seit seinem 17. Lebensjahr spielte. Schnell entwickelte er sich zum zentralen Dreh- und Angelpunkt seiner neuen Mannschaft und wurde damit nach Hossam Hassan und dem nach England abgewanderten Mido zum Idol der Nation.
Im ägyptischen Nationalteam hat sich Aboutreika als „Leistungsträger“ etablieren können, wie beim Africa Cup of Nations 2006 mit der entscheidenden Flanke zum Siegestor im Halbfinalspiel gegen den Senegal sowie dem entscheidenden Elfmeter zum Sieg gegen WM-Teilnehmer Elfenbeinküste. Im Finale des Afrika-Cups 2008 erzielte er den Siegtreffer gegen Kamerun.
Aboutreika ist 1,82 Meter groß und Rechtsfüßer. Er hat 100 Nationalspiele im ägyptischen Trikot absolviert und dabei 38 Tore erzielt. Am 20. Dezember 2013 verkündete er das Ende seiner aktiven Spielerkarriere. Er gilt als Förderer von Mohamed Salah.

## Ehrungen
Er wurde bei der FIFA-Klub-Weltmeisterschaft 2006 zum Torschützenkönig ausgezeichnet, hierbei erzielte er 3 Treffer. Bei der IFFHS-Wahl des populärsten Fußballers der Welt belegte er in den Jahren 2007 und 2008 jeweils den 1. Platz. 2008 wurde er außerdem zum BBC African Footballer of the Year gewählt.

## Größte Erfolge
Als Nationalspieler
- Fußball-Afrikameister: 2006, 2008 mit Ägypten

Mit dem Verein
- Ägyptischer Meister: 2005, 2006, 2007, 2008, 2009, 2010, 2011 mit Al Ahly Kairo
- Ägyptischer Pokalsieger: 2006, 2007 mit Al Ahly Kairo
- Ägyptischer Supercup: 2005, 2006, 2007, 2008, 2010, 2011 mit Al Ahly Kairo
- CAF Champions League: 2005, 2006, 2008, 2012, 2013 mit Al Ahly Kairo
- CAF Super Cup: 2006, 2007, 2009, 2013 mit Al Ahly Kairo
- 3. Platz bei der FIFA-Klub-Weltmeisterschaft 2006 mit Al Ahly Kairo[4]

Auszeichnungen
- Torschützenkönig der Egyptian Premier League: 2005, 2006
- Torschützenkönig der FIFA-Klub-Weltmeisterschaft 2006[5]
- Afrikas Fußballer des Jahres 2008 2. Platz
- BBC African Footballer of the Year: 2008